# イワン・ドディグ
イワン・ドディグ（Ivan Dodig, 1985年1月2日 - ）は、ユーゴスラビア（現ボスニア・ヘルツェゴビナ領）・メジュゴリエ出身のクロアチアの男子プロテニス選手。自己最高ランキングはシングルス29位、ダブルス4位。これまでにATPツアーでシングルス1勝、ダブルス8勝を挙げる。身長183cm、体重83kg。右利き、バックハンド・ストロークは両手打ち。なお、名のカナ表記は、イヴァンまたはイバンがクロアチア語での発音により忠実である。
2015年全仏オープン男子ダブルス優勝者。2013年のウィンブルドン選手権男子ダブルス準優勝。2014年ATPワールドツアー・ファイナル準優勝。

## 来歴
8歳からテニスを始め、2004年にプロに転向。4大大会では2010年全豪オープンで予選を勝ち上がり初出場し、1回戦で第23シードのフアン・カルロス・フェレーロを 2-6, 1-6, 6-4, 6-1, 6-1 で破り初戦を突破した。
2011年2月の地元ザグレブ大会でツアー初の決勝に進出しミヒャエル・ベラーを 6–3, 6–4 で破り初優勝を果たした。6月のスヘルトーヘンボス大会でも決勝に進出しドミトリー・トゥルスノフに 3-6, 2-6 で敗れ準優勝となった。8月のロジャーズ・カップでは2回戦で当時世界ランキング2位のラファエル・ナダルを 1-6, 7-6(5), 7-6(5) で破る殊勲を挙げた。
2012年2月のデビスカップ1回戦ではビーンズドームで日本と対戦した。ドディグは添田豪に 7-6(3), 6-3, 4-6, 3-6, 5-7、錦織圭に 5-7, 6-7(4), 3-6 で敗れたが、イボ・カロビッチと組んだダブルスを制してクロアチアは日本に3勝2敗で勝利した。ダブルスではマルセロ・メロと組み全仏オープンとウィンブルドンでベスト8に進出している。
7月のロンドン五輪で初めてのオリンピックに出場した。シングルスでは1回戦でフアン・マルティン・デル・ポトロに 4-6, 1-6 で敗れた。マリン・チリッチと組んだダブルスではベスト8に進出している。
2013年全豪オープン2回戦でヤルコ・ニエミネンを 6-3, 6-7(4), 6-3, 6-7(4), 6-1 で破り初めて4大大会シングルスの3回戦に進出した。3回戦ではリシャール・ガスケに 6-4, 3-6, 6-7(2), 0-6 で敗れた。ウィンブルドンでは初めて4回戦に進出しダビド・フェレールに 7-6(3), 6-7(6), 1-6, 1-6 で敗れた。マルセロ・メロと組んだダブルスでは決勝に進出した。決勝でボブ・ブライアン&マイク・ブライアン組に 6–3, 3–6, 4–6, 4–6 で敗れ準優勝となった。メロとのダブルスでは全米オープンとATPワールドツアー・ファイナルでもベスト4に進出し、ダブルスランキングを6位まで上げている。
2015年全仏オープン男子ダブルスにてマルセロ・メロとペアを組み第3シードで出場。決勝でブライアン兄弟に6-7,7-6,7-5で勝利しグランドスラム初優勝。

## ATPツアー決勝進出結果

### シングルス: 2回 (1勝1敗)
| 大会グレード                            |
| グランドスラム (0-0)                    |
| ATPワールドツアー・ファイナル (0-0)     |
| ATPワールドツアー・マスターズ1000 (0-0) |
| ATPワールドツアー・500シリーズ (0-0)    |
| ATPワールドツアー・250シリーズ (1–1)    |

| サーフェス別タイトル |
| ハード (1–0)         |
| クレー (0-0)         |
| 芝 (0-1)             |
| カーペット (0-0)     |

| 結果   | No. | 決勝日        | 大会               | サーフェス    | 対戦相手                 | スコア   |
| ------ | --- | ------------- | ------------------ | ------------- | ------------------------ | -------- |
| 優勝   | 1.  | 2011年2月6日  | ザグレブ           | ハード (室内) | ミヒャエル・ベラー       | 6–3, 6–4 |
| 準優勝 | 1.  | 2011年6月18日 | スヘルトーヘンボス | 芝            | ドミトリー・トゥルスノフ | 3-6, 2-6 |

### ダブルス: 20回 (8勝12敗)
| 結果   | No. | 決勝日         | 大会           | サーフェス    | パートナー               | 対戦相手                                                | スコア                  |
| ------ | --- | -------------- | -------------- | ------------- | ------------------------ | ------------------------------------------------------- | ----------------------- |
| 準優勝 | 1.  | 2012年2月5日   | ザグレブ       | ハード (室内) | マテ・パビッチ           | マルコス・バグダティス ミハイル・ユージニー             | 2–6, 2–6                |
| 準優勝 | 2.  | 2012年2月26日  | メンフィス     | ハード (室内) | マルセロ・メロ           | マックス・ミルヌイ ダニエル・ネスター                   | 6–4, 5–7, [7–10]        |
| 準優勝 | 3.  | 2013年2月10日  | ザグレブ       | ハード (室内) | マテ・パビッチ           | ユリアン・ノール フィリップ・ポラーシェク               | 3–6, 3–6                |
| 準優勝 | 4.  | 2013年7月6日   | ウィンブルドン | 芝            | マルセロ・メロ           | ボブ・ブライアン マイク・ブライアン                     | 6–3, 3–6, 4–6, 4–6      |
| 優勝   | 1.  | 2013年10月13日 | 上海           | ハード        | マルセロ・メロ           | ダビド・マレーロ フェルナンド・ベルダスコ               | 7–6(2), 6–7(6), [10–2]  |
| 準優勝 | 5.  | 2014年4月20日  | モンテカルロ   | クレー        | マルセロ・メロ           | ボブ・ブライアン マイク・ブライアン                     | 3–6, 6–3, [8–10]        |
| 準優勝 | 6.  | 2014年8月10日  | トロント       | ハード        | マルセロ・メロ           | アレクサンダー・ペヤ ブルーノ・ソアレス                 | 4–6, 3–6                |
| 準優勝 | 7.  | 2014年10月5日  | 東京           | ハード        | マルセロ・メロ           | ピエール＝ユーグ・エルベール ミハル・プシシェズニ       | 3–6, 7–6(3), [5–10]     |
| 準優勝 | 8.  | 2014年11月16日 | ロンドン       | ハード (室内) | マルセロ・メロ           | ボブ・ブライアン マイク・ブライアン                     | 7–6(5), 2–6, [7–10]     |
| 優勝   | 2.  | 2015年3月1日   | アカプルコ     | ハード        | マルセロ・メロ           | マリウシュ・フィルステンベルク サンティアゴ・ゴンサレス | 7–6(2), 5–7, [10–3]     |
| 優勝   | 3.  | 2015年6月6日   | 全仏オープン   | クレー        | マルセロ・メロ           | ボブ・ブライアン マイク・ブライアン                     | 6–7(5–7), 7–6(7–5), 7–5 |
| 準優勝 | 9.  | 2015年8月9日   | ワシントンD.C. | ハード        | マルセロ・メロ           | ボブ・ブライアン マイク・ブライアン                     | 4-6, 2-6                |
| 優勝   | 4.  | 2015年11月8日  | パリ           | ハード (室内) | マルセロ・メロ           | ジャック・ソック バセク・ポスピシル                     | 2-6, 6-3, [10–5]        |
| 準優勝 | 10. | 2016年6月25日  | ノッティンガム | 芝            | マルセロ・メロ           | ドミニク・イングロット ダニエル・ネスター               | 5–7, 6–7(4)             |
| 優勝   | 5.  | 2016年7月31日  | モントリオール | ハード        | マルセロ・メロ           | ジェイミー・マリー ブルーノ・ソアレス                   | 6–4, 6–4                |
| 優勝   | 6.  | 2016年8月21日  | シンシナティ   | ハード        | マルセロ・メロ           | ホリア・テカウ ジャン＝ジュリアン・ロジェ               | 7–6(5), 6–7(5), [10–6]  |
| 優勝   | 7.  | 2017年2月19日  | ロッテルダム   | ハード (室内) | マルセル・グラノリェルス | ヴェスレイ・コールホフ マトウェー・ミッデルコープ       | 7–6(5), 6–3             |
| 準優勝 | 11. | 2017年5月21日  | ローマ         | クレー        | マルセル・グラノリェルス | ピエール＝ユーグ・エルベール ニコラ・マユ               | 6–4, 4–6, [3–10]        |
| 優勝   | 8.  | 2017年7月24日  | ハンブルク     | クレー        | マテ・パビッチ           | パブロ・クエバス マルク・ロペス                         | 6–3, 6–4                |
| 準優勝 | 12. | 2017年8月7日   | トロント       | ハード        | ロハン・ボパンナ         | ピエール＝ユーグ・エルベール ニコラ・マユ               | 4–6, 6–3, [6–10]        |

## 4大大会成績
略語の説明
| W | F | SF | QF | #R | RR | Q# | LQ | A | Z# | PO | G | S | B | NMS | P | NH |

W=優勝, F=準優勝, SF=ベスト4, QF=ベスト8, #R=#回戦敗退, RR=ラウンドロビン敗退, Q#=予選#回戦敗退, LQ=予選敗退, A=大会不参加, Z#=デビスカップ/BJKカップ地域ゾーン, PO=デビスカップ/BJKカッププレーオフ, G=オリンピック金メダル, S=オリンピック銀メダル, B=オリンピック銅メダル, NMS=マスターズシリーズから降格, P=開催延期, NH=開催なし.

### シングルス
| 大会           | 2009 | 2010 | 2011 | 2012 | 2013 | 2014 | 2015 | 2016 | 2017 | 通算成績 |
| -------------- | ---- | ---- | ---- | ---- | ---- | ---- | ---- | ---- | ---- | -------- |
| 全豪オープン   | A    | 2R   | 2R   | 1R   | 3R   | 2R   | 2R   | 1R   | 1R   | 6–8      |
| 全仏オープン   | LQ   | LQ   | 1R   | 1R   | 1R   | 1R   | 1R   | 2R   | A    | 1–6      |
| ウィンブルドン | LQ   | 2R   | 1R   | 1R   | 4R   | A    | LQ   | 1R   | A    | 4–5      |
| 全米オープン   | LQ   | 2R   | 1R   | 2R   | 3R   | 1R   | LQ   | 1R   | A    | 4–6      |

### ダブルス
| 大会           | 2011 | 2012 | 2013 | 2014 | 2015 | 2016 | 2017 | 通算成績 |
| -------------- | ---- | ---- | ---- | ---- | ---- | ---- | ---- | -------- |
| 全豪オープン   | 2R   | 1R   | 1R   | 3R   | SF   | 3R   | QF   | 12–7     |
| 全仏オープン   | 2R   | QF   | 3R   | A    | W    | SF   | QF   | 19–5     |
| ウィンブルドン | 1R   | QF   | F    | A    | QF   | 3R   | 3R   | 15–6     |
| 全米オープン   | 1R   | 3R   | SF   | SF   | 1R   | 1R   | 3R   | 12–7     |
| Win-Loss       | 2–4  | 8–4  | 11–4 | 6–2  | 13–3 | 8-4  | 10-4 | 58–25    |